# Acamàntida
Acamàntida (grec antic: Ἀκαμαντίς) era el nom d'una tribu de l'antiga Atenes formada per tretze demos en el seu inici, que al llarg del temps van anar disminuint. Tenia Acamant, fill de Teseu i de Fedra, com a heroi epònim.
Aquesta tribu va ser la cinquena que es va establir amb les reformes de Clístenes, i Pèricles en va formar part. La tribu portava a la Bulé 50 representants. Els demos es van reduir a 10 l'any 307 aC, i a 9 l'any 224 aC. Durant uns mesos, l'any 201 aC, van arribar a ser 12, després van baixar a 11, i finalment es van quedar en 10 l'any 126 aC.
Tòricos era un dels demos d'aquesta tribu.